# Revolució russa de 1905
La Revolució russa del 1905 va ser una revolta, antigovernamental i espontània, generalitzada arreu de l'Imperi Rus. Aparentment, no va tenir direcció ni control, ni tampoc cap objectiu reconegut. És considerada generalment com el punt d'inici dels canvis a Rússia que van culminar amb la Revolució Russa del 1917 i la fi del Tsarisme.

## Context
Encara que les insurreccions havien estat un element comú més de l'imperi Rus, van ser diferents de les dècades anteriors al 1905. El descontentament polític s'havia estat gestant des de la polèmica emancipació dels serfs del 1861 efectuada per Alexandre II. L'emancipació va ser perillosament inacabada, amb anys de pagaments per indemnització o redempció als dvroyanstvo i una llibertat limitada, tècnica per als narod (gent corrent). Els drets del poble van seguir emmarcats dins d'una sèrie de deures i regles rígidament estructurades segons la classe social. L'emancipació va ser només una part d'un conjunt de canvis polítics, legals, socials i econòmics que van començar a la dècada del 1860 mentre el país es desplaçava lentament des de l'absolutisme feudal cap al capitalisme.
Mentre que aquestes reformes havien liberalitzat les estructures econòmiques, socials i culturals, el sistema polític va romandre pràcticament inalterat. Diversos intents de reforma van ser durament rebutjats per la monarquia i la burocràcia. Fins i tot, els canvis consensuats van tenir un abast relatiu; per exemple, menys de quaranta províncies tenien zemstvo (consells rurals), cinquanta anys després de la seva introducció legislativa. Les expectatives, contrarestades pel limitat progrés reformador, va produir una frustració que arribat el moment va desembocar en rebel·lions. La sensació entre aquells els insurrectes era que la demanda de «terra i llibertat» només podia satisfer-se mitjançant la revolució. Els revolucionaris en actiu provenien gairebé exclusivament de la Intel·liguèntsia. El moviment es va dir naródnik, o populisme revolucionari.
No era un grup unificat, sinó més aviat un vast espectre de cèl·lules radicals escindides, cadascuna amb el seu propi ideari. Les arrels ideològiques dels revolucionaris es van originar al treball, anterior a la reforma emancipadora, del noble Alexander Herzen i la seva síntesi del socialisme europeu i el col·lectivisme camperol eslau. Herzen sostenia que la societat russa encara era preindustrial, i abanderava una imatge idealitzada que considerava la narod i la obsxina (comuna camperola) com la base del canvi revolucionari. Al mateix temps al país mancava un proletariat industrial. Altres pensadors van exposar que la pagesia russa era una força extremadament conservadora, lleial a la llar, poble o comunitat, i a ningú més. Aquests pensadors sostenien que als camperols només els importava la seva terra i s'oposarien profundament a la democràcia i el liberalisme occidental.
Posteriors ideòlegs russos també es van veure atrets a la idea d'una elit revolucionària, concepte que es posaria en pràctica el 1917. El 13 de març (Calendari julià) del 1881, Alexandre II va morir en un atemptat amb bomba perpetrat per Narodnaia volia, una escissió del segon partit Zemlia i volia. Va ser succeït per Alexandre III, un fervent conservador, marcadament influït per Konstantin Pobedonostsev, un devot del govern autocràtic. Sota Alexandre III, el servei policial secret (Okhrana) va actuar molt eficientment per a suprimir tant els moviments revolucionaris com els protodemocràtics d'arreu del país. La Okhrana va dispersar la intel·ligència mitjançant empresonaments i exili. Es van prendre mesures legislatives contra «no russos» i seguidors d'altres religions que no fossin l'ortodoxa. La comunitat jueva va estar particularment en el punt de mira. Els intel·lectuals, els «no russos» i els jueus van emigrar per a evitar la persecució. Va ser aquest èxode a l'Europa occidental el qual va posar als pensadors russos en contacte amb el marxisme.
El primer grup marxista rus es formaria el 1883, encara que no arribaria a una grandària rellevant fins al 1898. En fort contrast amb l'estancament social de les dècades del 1880 i 1890, es van fer grans salts en el procés industrialitzador. Aquest creixement continuaria i s'intensificaria en l'última dècada del segle xix amb la construcció del ferrocarril Transsiberià i les reformes empreses pel «sistema Witte». Sergei Witte, que va ser ministre de Finances el 1892, va haver d'enfrontar-se a un constant dèficit pressupostari. Va pretendre incrementar els ingressos de l'Estat impulsant l'economia i atraient inversors estrangers. El 1897 va fixar el ruble al patró or. El creixement econòmic es concentraria en unes poques regions, que incloïen Moscou, Sant Petersburg, Ucraïna i Bakú. Al voltant de la meitat de tot el capital invertit era estranger; així mateix, els experts i emprenedors vinguts de fora van resultar vitals. El 1905, els grups revolucionaris s'havien recuperat de l'opressiva dècada del 1880.
El Partit Obrer Socialdemòcrata Rus (POSDR), de tendència marxista es va crear el 1898 i va acabar dividint-se el 1903, donant lloc als menxevics i els bolxevics. Lenin va publicar la seva obra Què queda per fer? el 1902. El Partit Social-Revolucionari (SRs) es va fundar a Jarkov el 1900, i la seva «Organització de Combat» (Boevaia Organizatsiia) va assassinar molts polítics rellevants fins al 1905 i fins i tot després; entre aquests es troben dos ministres de l'Interior, Dimitri Sergeievitx Sipyagin el 1902 i el seu successor, el molt odiat Viatxeslav von Pleve, el 1904. Aquests assassinats van portar al govern a transferir encara més poders a la policia. La guerra contra el Japó, al principi popular, va contribuir més al descontentament general per la successió de les derrotes i la falta d'objectius clars. L'evident desigualtat de l'emancipació estava sent revisada, al mateix temps que els camperols protestaven cremant granges arreu del país. El creixement econòmic de la dècada del 1890 va donar pas a una depressió durant la qual els obrers protestaven per les seves pèssimes condicions. El 1903, un terç de l'exèrcit rus en la part occidental del país tenia assignades tasques d'«acció repressora».
Nicolau II va pujar al tron el 1894. Com els seus predecessors, va rebutjar tossudament qualsevol canvi polític.

## Revolució

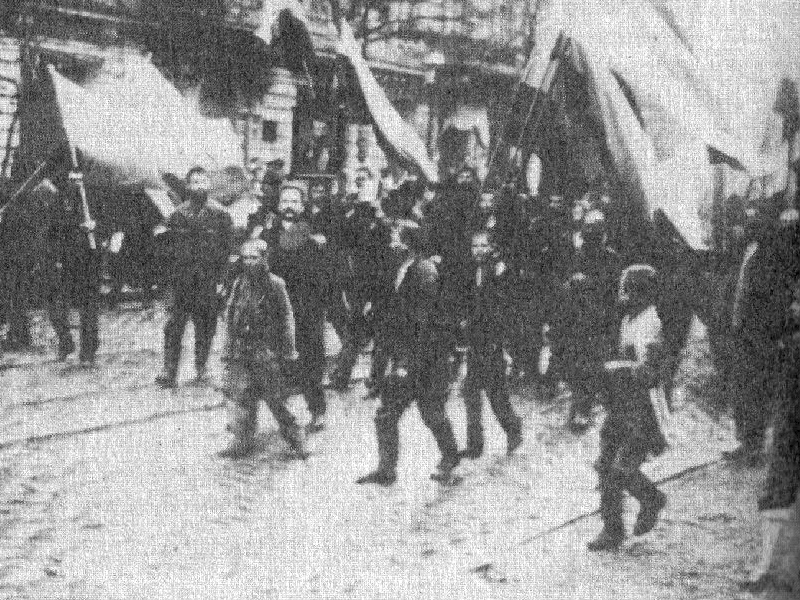
Manifestants dirigint-se cap al Palau d'Hivern

El 22 de gener del 1905 (9 de gener del calendari julià), dia conegut com a «Diumenge Sagnant», va haver-hi una marxa pacífica de protesta a Sant Petersburg. L'objectiu era lliurar al tsar una petició de millores laborals, i la formaven famílies treballadores senceres. Anava encapçalada per un sacerdot, i no responia a cap consigna política: era fonamentalment obrera i camperola. Va ser salvatgement esclafada per soldats d'infanteria i cosacs, apostats enfront del Palau d'Hivern, i va fer un nombre de víctimes que encara avui es discuteix; els periòdics del moment van parlar de milers. El tsar, mentrestant, no era a la ciutat; havia marxat tement per la seva seguretat. La sagnant repressió va provocar una onada de protestes a tota Rússia: el divorci entre el tsar i la massa de camperols i obrers abocava a Rússia al pitjor. Aquest esdeveniment va fer possible que molts elements de la societat russa emprenguessin una protesta activa. Cada grup tenia els seus propis objectius, i fins i tot, dintre de classes similars no existia un lideratge predominant.
Els principals col·lectius mobilitzats foren els camperols (per raons econòmiques), els obrers (per raons econòmiques i l'anti-industrialisme), els intel·lectuals i liberals (pel que fa als drets civils), les forces armades (per raons econòmiques) i grups ètnics minoritaris (llibertat cultural i política). La situació econòmica dels camperols era insostenible, no obstant això els faltava una direcció unificada, i sostenien un ventall d'objectius tan nombrós com les faccions existents. Els aixecaments es van multiplicar durant tot l'any, arribant a màxims a principis d'estiu i a la tardor, i culminant el novembre. Els arrendataris reivindicaven menys taxes, els assalariats majors sous, i els propietaris més terres. Les activitats incloïen l'ocupació de terres —acompanyada a vegades de violència i incendis—, saqueig de latifundis i la cacera i la tala il·legals dels boscos.
La magnitud de l'odi desencadenat tenia relació amb la condició dels camperols; així, a Livònia i Curlàndia els camperols sense terra van atacar i van incendiar en abundància, mentre que a Grodno, Kovno i Minsk, on la situació era menys desesperada, va haver-hi menys danys. Després dels esdeveniments del 1905, les insurreccions camperoles es van repetir el 1906 i van durar fins al 1908. Les concessions per part del govern van ser vistes com un suport tàcit de la redistribució de la terra, pel que es van produir nous atacs per a forçar als terratinents i propietaris «no camperols» que fugissin. Creient que una reforma agrària era imminent, els camperols van voler aplicar-la anticipadament. Van ser fermament reprimits.
El mitjà de resistència dels obrers era la vaga. Es van produir vagues massives a Sant Petersburg immediatament després del Diumenge Sagnant. Més de 400.000 treballadors s'havien unit a la fi de gener. Aquesta activitat es va propagar ràpidament a altres centres industrials de Polònia, Finlàndia i la costa bàltica. El 13 de gener (C.J.), a Riga, van morir 70 manifestants i, uns quants dies després, als carrers de Varsòvia, dispararen contra 100 vaguistes. Pel febrer hi va haver vagues al Caucas i a l'abril als Urals i més enllà de la serralada. Al març, totes les universitats van ser obligades a tancar fins a cap d'any, fent que s'unissin els estudiants radicals als treballadors en vaga. A l'octubre, l'efímer Soviet de Sant Petersburg, un grup menxevic, va organitzar la vaga de 200 fàbriques, la «Gran Vaga d'Octubre». De la capital es propagaria ràpidament a Moscou, i per al 13 d'octubre (C.J.) no hi hauria cap ferrocarril en actiu arreu de Rússia.
Amb la sagnant i fracassada Guerra Russo-Japonesa hi va haver certa inquietud entre les unitats de reserva de l'exèrcit des del 1904. Al febrer del 1905, l'exèrcit rus va ser derrotat a Mukden, i va perdre al voltant de 90.000 homes. Al maig es va perdre Port Arthur i la flota del Bàltic va ser derrotada en la batalla de Tsushima. Witte va emprendre ràpidament les negociacions de pau, signant el 5 de setembre el Tractat de Portsmouth. El 1905 va haver diversos motins de mariners a Sebastòpol, Vladivostok i Kronstadt, i pel juny va prendre força amb la insurrecció del cuirassat Potemkin —algunes fonts parlen de més de 2.000 víctimes entre els mariners durant la seva repressió-.
Els motins eren desorganitzats i van acabar sent brutalment aixafats. Els grups nacionalistes estaven enfurismats a causa de la russificació portada a terme des del regnat d'Alexandre II. Els polonesos, finesos i les províncies bàltiques reivindicaven l'autonomia, així com llibertat per a usar les seves llengües nacionals i promoure la seva pròpia cultura. Els col·lectius musulmans també van ser especialment actius —el Primer Congrés de la Unión Musulmana se celebraria l'agost del 1905. Alguns grups van aprofitar l'oportunitat per a marcar diferències entre ells abans que amb Rússia. Alhora, alguns nacionalistes van portar a terme accions antisemites (pogroms), possiblement amb ajuda de l'Estat.

## Desenllaç
El govern va respondre ràpidament. El tsar havia tingut l'esperança d'evitar qualsevol canvi important; com a mitjà d'evitar més animadversió del poble cap a la corona va destituir el seu ministre d'Interior Sviatopolk-Mirskii, responsabilitzant-lo de la massacre del Diumenge Sagnant. Després de l'assassinat del seu parent, el Gran Duc Sergei Aleksandrovitx el 4 de febrer (C.J.), va decidir la realització de diverses concessions.
El 18 de febrer (C.J.) signaria tres declaracions, en la més important de les quals anunciaria la creació d'una assemblea consultiva, la Duma Estatal. El 6 d'agost (C.J.) es va promulgar una llei electoral, la Constitució de Bulygin. Quan es van donar a conèixer els escassos poders de la Duma i les limitacions al cens electoral, la impaciència s'incrementaria i es convocaria a una vaga general a l'octubre.

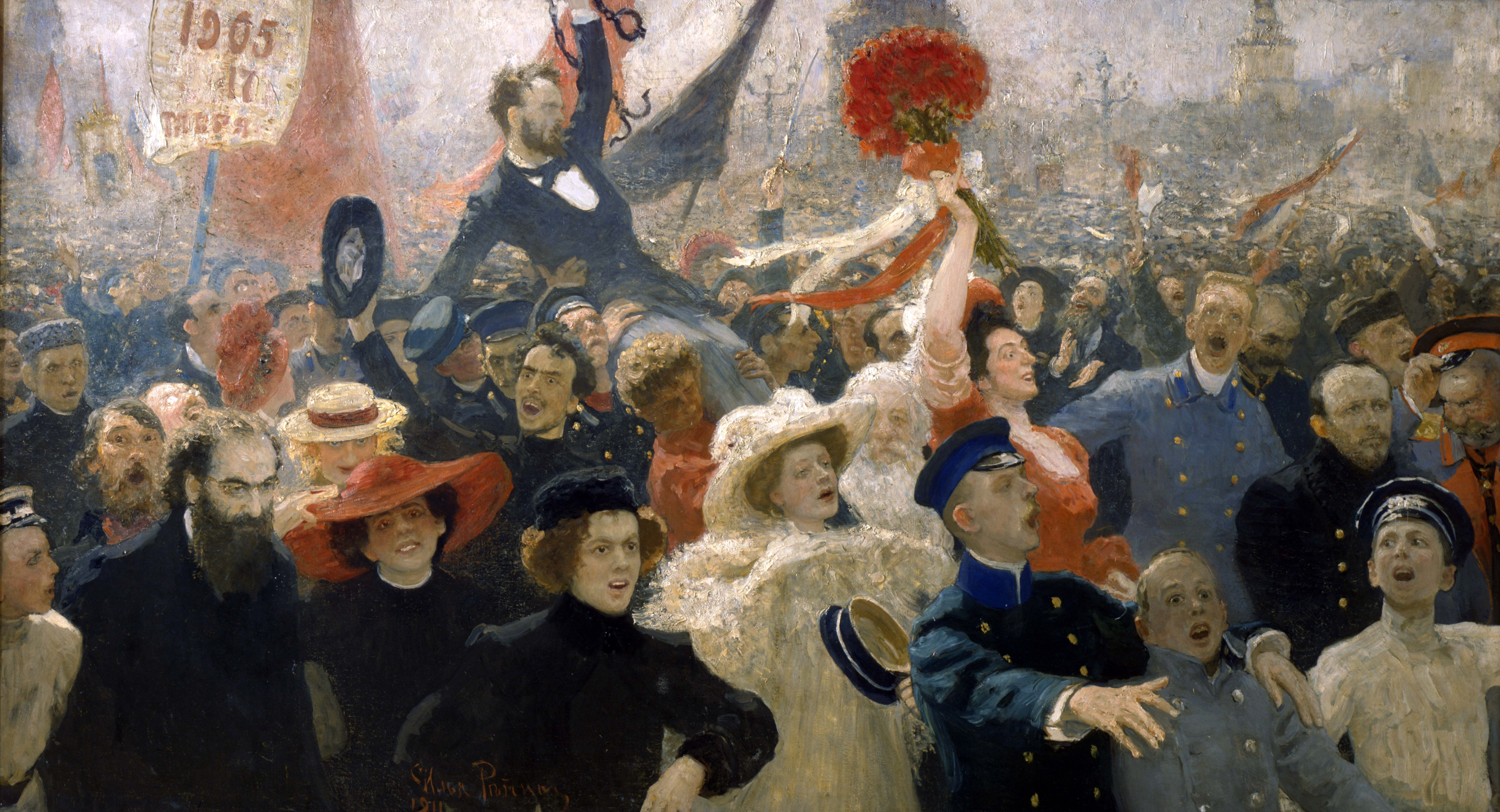
Ilià Repin, 17 d'octubre del 1905

El 14 d'octubre (C.J.) es va lliurar al tsar el Manifest d'Octubre, escrit per Witte i Alexis Obolenskii. En ell s'indicaven la majoria de les demandes del congrés Zemstvo de setembre, com la concessió de drets civils, la legalització dels partits polítics, el sufragi universal i l'establiment de la Duma com a òrgan legislatiu central. El tsar va esperar i va discutir durant tres dies, però finalment va signar el manifest el dia 17 amb la finalitat d'evitar un bany de sang, a més de ser conscient de l'escassesa d'efectius militars disponibles.
Més tard, es va penedir de la rúbrica, justificant que ho va fer sota coacció. Quan es va proclamar el manifest hi va haver manifestacions espontànies de suport a totes les grans ciutats. Les vagues de Sant Petersburg i altres llocs van ser oficialment desconvocades o van fracassar poc temps després. També es va proposar una amnistia per als presos polítics. Les concessions van estar acompanyades per un redoblat esforç repressor contra els disturbis. Hi va haver també una reacció per part dels elements més conservadors de la societat, especialment en forma d'atacs antisemites esporàdics: prop de cinc-cents jueus van ser assassinats en un sol dia a Odessa. El mateix tsar afirmaria que el 90% dels revolucionaris eren jueus.
Els disturbis van acabar al desembre amb un repunt final a Moscou. Entre el 5 i el 7 de desembre (C.J.), un comitè bolxevic va forçar una vaga general mitjançant amenaces sobre aquells que no la respectessin. El govern va enviar tropes el dia 7, provocant una cruenta batalla carrer per carrer. Una setmana després, es va desplegar el Regiment Semenovskii, que va emprar l'artilleria per a dispersar les manifestacions i bombardejar els districtes obrers. El 18 de desembre (C.J.) els bolxevics es rendirien, després de mil morts i zones senceres de la ciutat en ruïnes. De les posteriors represàlies es desconeix el nombre de ferits o morts.
Entre els partits polítics creats, o legalitzats, va estar el Partit Democràtic Constitucional (els Kadets), de caràcter intel·lectual-liberal, el Grup Laborista dels camperols, el menys liberal Unió del 17 d'Octubre (els octubristes), i la reaccionària Unió de Terratinents. Les lleis electorals van ser promulgades el desembre del 1905: la població major de 25 anys escolliria quatre col·legis electorals. Les primeres eleccions a la Duma es van celebrar al març del 1906 i foren boicotejades pels Socialistes, els Eseristes i els Bolxevics. A la primera Duma foren escollits 170 Kadets, 90 Trudoviks, 100 representants camperols apolítics, 63 nacionalistes de diferents grups, i 16 octubristes.
L'abril del 1906, el govern va promulgar la Constitució, assentant els límits d'aquest nou ordre polític. Va confirmar al tsar com a líder absolut, amb control total de l'executiu, política exterior, Església i forces armades. La Duma va ser reformada, transformant-se en una càmera de menor rang que el Consell d'Estat, els membres del qual eren triats directament pel monarca. Les lleis havien de ser aprovades per la Duma, el Consell i el tsar com a tràmit previ a la seva posada en vigor; en «condicions excepcionals», el govern podria eludir la Duma en el procés. També a l'abril, després d'haver negociat un préstec de 900 milions de rubles amb la finalitat de reparar les finances russes, Sergei Witte va dimitir. Aparentment, el tsar havia «perdut la confiança» en ell. Conegut, posteriorment, com el «polític més destacat de l'última Rússia Imperial», Witte va ser reemplaçat per Ivan Goremkyin, força servil al tsar.
Després d'haver demandat una liberalització més profunda, i servir com a plataforma per als «agitadors», la Primera Duma va ser dissolta pel tsar al juliol del 1906. Malgrat les esperances dels Kadets i els temors del govern, no va haver una reacció popular generalitzada. No obstant això, l'intent d'assassinat de Pyotr Stolypin va deslligar una cacera de terroristes que després dels següents vuit mesos se saldaria amb mil penjats —la soga de la forca fou anomenada popularment «la corbata de Stolypin». En essència, el país va romandre inalterat, el poder polític va continuar pertanyent al tsar en exclusiva, amb la riquesa i la terra en mans de la noblesa.
La creació de la Duma i la repressió, no obstant això, va desestabilitzar els grups revolucionaris. Els seus líders van ser empresonats o van fugir a l'exili, mentre que les organitzacions es debatien en disputes internes com: havien de presentar-se a la Duma o continuar al marge? Les subsegüents escissions van mantenir als radicals desorganitzats fins al nou impuls de la Primera Guerra Mundial.

### Finlàndia
Al Gran Ducat de Finlàndia, la vaga general del 1905 va conduir a l'abolició de la Dieta de Finlàndia dels quatre estats i la creació del modern Parlament de Finlàndia. També va ocasionar la paralització de la russificació del país, començada el 1899.